# Romarm

Stema companiei

Romarm este o companie producătoare de armament din România, deținută de stat.
Este principalul furnizor românesc de tehnică de apărare.
Producția companiei include produse pentru sistemul de aparare, precum muniție, armament, explozive, elemente de protecție (cască, baston, vestă anti-glonț, spray lacrimogen) și asamblează vehicule blindate.
Romarm deține 15 fabrici și un institut de cercetare-dezvoltare.
Romarm deține și Uzina Automecanică Moreni, care a fost fondată în toamna anului 1968, având ca obiect de activitate fabricarea de vehicule blindate pe roți.
Pe lângă aceasta, mai deține și filialele Arsenal Reșița, ICPSP, Metrom Brașov, Electromecanica Ploiești
și Carfil Brașov, Fabrica de Pulberi Făgăraș și Pirochim Victoria.
Din Romarm s-au desprins la un moment dat, Uzina Mecanică Drăgășani, Uzina Mecanică Mârșa, Uzina Mecanică Filiași, Uzina Mecanică Băbeni
și Uzina Mecanică Orăștie.
Număr de angajați:
- 2012: 7.300[11]
- 2009: 4.600[2]
- 2006: 2.700[12]
- 2003: 20.500[13]
- 2003: 25.000[13]
- 2000: 43.000[13]

Cifra de afaceri în 2008: 265,8 milioane lei
Venit net în 2008: 0,1 milioane lei